# اتامی‌فیلین
اتامی‌فیلین (به انگلیسی: Etamiphylline) با فرمول شیمیایی C۱۳H۲۱N۵O۲ یک ترکیب شیمیایی با شناسه پاب‌کم ۲۸۳۲۹ است. که جرم مولی آن ۲۷۹٫۳۳۸۱۴ g/mol می‌باشد. 